# Любомир Виденов (футболист)
Вижте пояснителната страница за други личности с името Любомир Виденов.
Любомир Ангелов Виденов (по прякор "Фолца) е бивш български футболист, нападател, син на бившия футболист на Сливнишки герой и Спартак (Плевен) Ангел Виденов.

## Биография
Роден е на 4 декември 1979 г. в Сливница.
Започва своята кариера в отбора на ФК Сливнишки герой (Сливница), където преминава през всички детски и младежки формации, показвайки своя потенциал. Започва да се състезава в първия отбор, където често се отличава със своята пробивност и бързина, отбелязвайки множество голове в противниковите врати.
Скоро добрите му игри са забелязани от професионалните отбори в България, и през 2000 година е привлечен да играе в тима на Рилски спортист. Остава там в продължение на 5 години, преди през есента на 2006 г. да премине в редиците на Миньор (Перник).
През зимата на 2008 година подписва договор за половин година с ФК Свиленград 1921.
Последният му професионален футболен клуб е ПФК Чавдар (Бяла Слатина), където изкарва есенния дял от шампионата на Западната Б група през сезон 2008-2009 година.
2009 година се завръща в родния клуб Сливнишки герой, преминава предсезонната подготовка, но не остава в клуба. Малко по-късно записва курс за футболни съдии, който успешно завършва.
В А група има 15 мача и 4 гола. Четвъртфиналист за купата на страната през 2006 г. с Рилски спортист.

## Статистика по сезони
- Сливнишки герой - 1996/00 - В група, N\A
- Рилски спортист - 1999/00 - В група, 8 мача/1 гол
- Рилски спортист - 2000/01 - В група, 17/6
- Рилски спортист - 2002/пр. - Б група, 10/8
- Рилски спортист - 2002/03 - А група, 15/7
- Рилски спортист - 2003/04 - Б група, 26/9
- Рилски спортист - 2004/05 - Б група, 28/18
- Рилски спортист - 2005/06 - Западна Б група, 21/12
- Миньор (Пк) - 2006/07 - Западна Б група 9/3
- Свиленград 1921 -2007/2008 - Източна Б група
- Чавдар (Б.Сл.) - 2008/2009 - Западна Б група
- Сливнишки герой - 2008/2009 - В група,
- Торнадо (Безден) - 2008/2009 - Софийска А ОФГ София-запад
- Торнадо (Безден) - 2009/2010 - Софийска А ОФГ София-запад
- ФК Вихър (Алдомировци) - 2011/2012 - Софийска А ОФГ София-запад 9/7
- ФК Драгоман - 2012 - Софийска А ОФГ София-запад13/5